# Гартвелл (Небраска)
Гартвелл (англ. Heartwell) — селище (англ. village) в США, в окрузі Карні штату Небраска. Населення — 81 особа (2020).

## Географія
Гартвелл розташований за координатами 40°34′12″ пн. ш. 98°47′21″ зх. д. / 40.57000° пн. ш. 98.78917° зх. д. (40.569907, -98.789077).  За даними Бюро перепису населення США в 2010 році селище мало площу 0,19 км², уся площа — суходіл.

## Демографія
Згідно з переписом 2010 року, у селищі мешкала 71 особа в 28 домогосподарствах у складі 21 родини. Густота населення становила 378 осіб/км².  Було 33 помешкання (176/км²).
Расовий склад населення:
| - 88,7 % — білих - 8,5 % — осіб інших рас |

До двох чи більше рас належало 2,8 %. Частка іспаномовних становила 18,3 % від усіх жителів.
За віковим діапазоном населення розподілялося таким чином: 25,4 % — особи молодші 18 років, 60,5 % — особи у віці 18—64 років, 14,1 % — особи у віці 65 років та старші. Медіана віку мешканця становила 37,8 року. На 100 осіб жіночої статі у селищі припадало 129,0 чоловіків;  на 100 жінок у віці від 18 років та старших — 103,8 чоловіків також старших 18 років.
Середній дохід на одне домашнє господарство  становив 36 847 доларів США (медіана — 30 000), а середній дохід на одну сім'ю — 49 780 доларів (медіана — 44 375). Медіана доходів становила 23 250 доларів для чоловіків та 18 906 доларів для жінок. За межею бідності перебувало 12,9 % осіб, у тому числі 0,0 % дітей у віці до 18 років та 0,0 % осіб у віці 65 років та старших.
Цивільне працевлаштоване населення становило 35 осіб. Основні галузі зайнятості: виробництво — 54,3 %, роздрібна торгівля — 11,4 %, фінанси, страхування та нерухомість — 8,6 %, будівництво — 8,6 %.